# Turkmenistán TV
Turkmenistán TV (en turcomano: Türkmenistan) es un canal de televisión de Turkmenistán. Al igual que otros canales del país, esta bajo el control del estado. Inicio transmisiones en el año 2004.

## Programación
El canal se creó para poner a disposición de la comunidad internacional los logros de Turkmenistán en las transformaciones históricas del país en todas las esferas de la vida pública, así como para seguir mejorando los sistemas de información del país. Además en transmitir en turcomano, transmite programas en ruso, inglés, francés, chino mandarín, árabe y persa.
A diferencia de otros canales del país, este canal no emite el noticiario Watan Habarlary. No obstante, posee su propio noticiero.
- Datos: Q4466121